# Närkesberg

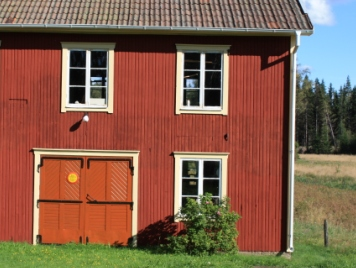
Smedjan i Närkesberg

Närkesberg är en by i Askersunds kommun 14 km väster om Hjortkvarn och 26 km öster om Askersund. 
Innan 1914 hette området Östra Lerbäck, vilket inspirerade till namnet på föreningen Östra Lerbäcks Historia. 
I Närkesberg finns en smedja byggd 1935. Denna smedja är välbevarad och ser i dag ut i stort sett som när den var i verksamhet.
Länsstyrelsen i Örebro län har uppmärksammat smedjan som en industrihistorisk intressant miljö. Smedjan är i dag privatägd men visas på förfrågan.
Det finns en Fotbollsplan i Närkesberg samt ett lag vid namn Närkesberg/Mariedamm FF.

Länsväg T597 mellan Skyllberg och Hjortkvarn passerar genom Närkesberg. 